# Fernando Almeida de Oliveira
Fernando Almeida de Oliveira (Bahia, 18 juni 1978) is een Braziliaans voetballer.

## Clubcarrière
Fernando speelde tussen 1996 en 2010 voor Vitória, Kashima Antlers, Cruzeiro, Al-Shabab, Atlético Paranaense en Al-Ahli.